# Ligonipes synageloides
Ligonipes synageloides là một loài nhện trong họ Salticidae.
Loài này thuộc chi Ligonipes. Ligonipes synageloides được Szombathy miêu tả năm 1915.